# Afrički odoljen
Afrički odoljen (fedija, lat. Fedia) je rod jednogodišnjeg raslinja iz porodice Caprifoliaceae. Tri priznate vrste raširene su po Mediteranu.

## Vrste
1. Fedia cornucopiae (L.) Gaertn.
2. Fedia graciliflora Fisch. & C.A.Mey.
3. Fedia pallescens (Maire) Mathez